# Melkoe
Melkoe är en sjö i Antarktis. Den ligger i Östantarktis. Australien gör anspråk på området. Melkoe ligger 154 meter över havet. Arean är 1,6 kvadratkilometer. Den sträcker sig 6,1 kilometer i nord-sydlig riktning, och 8,3 kilometer i öst-västlig riktning.
I övrigt finns följande vid Melkoe:
- Chistoe, ozero (en sjö)
- Else Platform (en platå)